# ديربي القدس
ديربي القدس هو ديربي كرة القدم الذي يجمع بين الناديين المقدسيين هلال القدس وجبل المكبر.
تواجه الفريقان في 32 مباراة، 26 منها في الدوري، ومباراتين في كل من كأس ياسر عرفات وكأس فلسطين ومباراتين وديتين (واحدة في بطولة القدس والكرامة وأخرى في بطولة أريحا الشتوية). ويعتبر هلال القدس الفريق الأكثر فوزًا في الديربي، حيث حقق 14 فوزا، فيما فاز جبل المكبر 8 مرات.

## الإحصائيات

### إحصائيات مجموع المباريات
اعتبارا من 25 أغسطس 2023
| المسابقة                               | المباريات | الانتصارات | الانتصارات | التعادلات | الأهداف    | الأهداف    |
| المسابقة                               | المباريات | هلال القدس | جبل المكبر | التعادلات | هلال القدس | جبل المكبر |
| -------------------------------------- | --------- | ---------- | ---------- | --------- | ---------- | ---------- |
| الدوري الفلسطيني الممتاز للضفة الغربية | 26        | 11         | 8          | 7         | 34         | 26         |
| كأس فلسطين                             | 2         | 2          | 0          | 0         | 3          | 0          |
| كأس ياسر عرفات                         | 2         | 1          | 0          | 1         | 3          | 2          |
| مباراة ودية                            | 2         | 0          | 0          | 2         | 0          | 0          |
| المجموع                                | 32        | 14         | 8          | 10        | 40         | 28         |

### الألقاب
| جبل المكبر | المسابقة                 | هلال القدس |
| محليًا      | محليًا                    | محليًا      |
| ---------- | ------------------------ | ---------- |
| 2          | الدوري الفلسطيني الممتاز | 4          |
| 3          | كأس ياسر عرفات           | 2          |
| 0          | كأس فلسطين               | 3          |
| 0          | كأس السوبر الفلسطيني     | 4          |
| 0          | كأس فلسطين               | 1          |
| 5          | المجموع                  | 14         |

## السجلات

### النتائج

#### أكبر الانتصارات (أكثر من 3 أهداف)
| الفريق     | النتيجة | التاريخ       | المسابقة                               |
| ---------- | ------- | ------------- | -------------------------------------- |
| جبل المكبر | 4–0     | 25 أغسطس 2023 | الدوري الفلسطيني الممتاز للضفة الغربية |
| هلال القدس | 4–0     | 2 سبتمبر 2011 | الدوري الفلسطيني الممتاز للضفة الغربية |

#### أكبر سلاسل اللاهزيمة
| النادي     | المباريات | المدة                       | الانتصارات | التعادلات |
| ---------- | --------- | --------------------------- | ---------- | --------- |
| جبل المكبر | 4         | 10 سبتمبر 2022 – الآن       | 3          | 1         |
| هلال القدس | 9         | 5 مارس 2010 – 1 فبراير 2013 | 5          | 4         |